# Å (gmina Ibestad)
Å (wym. o:) – wieś w północnej Norwegii, w gminie Ibestad.
Czasem dla odróżnienia jej od siedmiu pozostałych wsi o tej samej nazwie – jest nazywana Å i Ibestad (norw. Å w Ibestad). Słowo Å oznacza po norwesku dosłownie rzeka.